# Pat Leane
Pat Leane, född 11 januari 1930, död 12 oktober 2018, var en australisk friidrottare. Han deltog vid olympiska sommarspelen 1952 och olympiska sommarspelen 1956.